# Какайды (аэродром)
Какайды (узб. Kakaydi aerodromi) — военный аэродром, расположенный в 40 км северо-восточнее города Термез в Узбекистане.

## История
На аэродроме в период с октября 1947 года по январь 1992 года базировался 115-й гвардейский истребительный Оршанский орденов Кутузова и Александра Невского авиационный полк. Полк был перебазирован с аэродрома Стара-Загора (Болгария) в составе 13-й гвардейской иад, штаб которой дислоцировался на аэродроме Чирчик. На вооружении полка были самолёты Як-9Д, P-63 Kingcobra, МиГ-15, МиГ-17 и МиГ-21БИС. В 1988 году началось перевооружение авиаполка на самолёты МиГ-29 (изд. 9-13, 9-51). 6 марта 1989 прошла первая летная смена на МиГ-29. В январе 1992 года после распада СССР полк передан под юрисдикцию Узбекистана и впоследствии был переименован в 61-й истребительный авиационный полк ВВС Узбекистана.
В советское время (особенно в период афганской войны 1979—1989 гг.) аэродром был одной из ключевых авиационных баз ВВС СССР в Центральной Азии, интенсивно использовался боевой авиацией. Одновременно мог обслуживать до 80 самолётов.
В период со 2 июля 1980 года по 2 января 1989 года на аэродроме базировался 735-й бомбардировочный авиационный полк частью сил на самолётах Су-24. Полк принимал участие в советской-афганской войне, базируясь основной частью сил на своем аэродроме Ханабад (Карши).
После перебазирования 61-го истребительного авиационного полка на аэродром Карши-Ханабад аэродром Какайды не эксплуатировался более десяти лет, взлётно-посадочная полоса аэродрома пришла в негодность.
В помещениях бывшего авиационного гарнизона разместились подразделения 180-го мотострелкового полка, впоследствии переформированного в 7-ю мотострелковую бригаду (в/ч 11506) с местом дислокации в поселке Кокайты Сурхандарьинской области.